# Sophie Ellis-Bextor
Sophie Michelle Ellis-Bextor (n. 10 aprilie 1979) este o cântăreață, compozitoare, fotomodel și ocazional DJ englez.

## Discografie

### Albume de studio
- Read My Lips (2001)
- Shoot from the Hip (2003)
- Trip the Light Fantastic (2007)
- Make a Scene (2011)
- Wanderlust (2014)

### Extended plays
- 2009: Sophie Ellis-Bextor: iTunes Live in London

### DVD
- 2002: Watch My Lips